# 681
681 (DCLXXXI) fue un año común comenzado en martes del calendario juliano, en vigor en aquella fecha.

## Acontecimientos
- Tras la muerte de Agatón, en enero, León II es elegido papa. Sin embargo, no fue confirmado por el emperador hasta agosto del año siguiente, con lo que se considera 682 el año de comienzo de su breve pontificado.
- 9 de enero: XII Concilio de Toledo.
- Los búlgaros establecen un reino propio al sur del Danubio.

## Fallecimientos
- 10 de enero: Agatón, papa.